# Houleye Ba
Houleye Ba, (arabiska: هولي•با), född 17 juli 1992 är en mauretansk friidrottare där hon löper olika distanser. I Olympiska sommarspelen 2016 i Rio de Janeiro deltog hon på distansen 800 meter. Hon blev utslagen i första försöksheatet. Vid Olympiska sommarspelen 2020 (2021) i Tokyo sprang hon istället 100 meter, men blev även där utslagen i första försöksheatet. Vid olympiska spelen i Tokyo var hon även Mauretaniens flaggbärare under invigningsceremonin.
Utöver hennes deltagande i Olympiska spel så saknar hon internationella tävlingsresultat på elitnivå.